# 도야마촌 (히로시마현)
도야마촌(戸山村)은 히로시마현 아사군에 설치되었던 촌이다. 현재의 히로시마시 아사미나미구에 해당한다.